# Asesinatos de Tylenol de Chicago
Los crímenes del Tylenol comenzaron el 29 de septiembre de 1982 en el área metropolitana de Chicago. La prensa se refirió a estos crímenes como los crímenes Tylenol ya que todas las víctimas murieron luego de tomar cápsulas de paracetamol de la marca Tylenol, adulteradas por el asesino con cianuro de potasio. Hubo un total de siete víctimas a las que podrían añadirse al menos dos más, asesinadas por alguien que intentó imitar al envenenador original (esto se conoce como efecto copycat).
El principal sospechoso durante la investigación fue el neoyorkino James William Lewis. La policía dio con Lewis luego de que enviara una carta a Johnson & Johnson en la que admitía ser el responsable y pedía 1 millón de dólares a cambio de no adulterar más cápsulas. A pesar de que Lewis fue finalmente arrestado y condenado por extorsión, no pudo encontrarse evidencia que lo vinculara a ninguno de los asesinatos.  
Como respuesta a los crímenes Tylenol, se cambiaron los envoltorios de los medicamentos y se crearon leyes federales que prohíben y condenan la alteración de los mismos. La respuesta que Johnson & Johnson tuvo ante los crímenes Tylenol ha sido calificada generalmente en forma positiva.

## Incidentes
El primer incidente ocurrió el 29 de septiembre de 1982 en la localidad de Elk Grove, Illinois. Mary Kellerman de doce años de edad tomó una cápsula Tylenol para calmar lo que parecía ser una gripe. Horas después de haberla tomado, Kellerman se descompensó en el baño de su casa y murió. Ese mismo día, en la localidad de Arlington Heights, a unas dos horas de distancia de Elk Grove, Adam Janus, de veintisiete años de edad, murió en el hospital luego de haber ingerido dos cápsulas Tylenol. Al día siguiente, su hermano Stanley y su cuñada Theresa llegaron a casa de Adam para acompañar y apoyar a la familia. Luego de experimentar un fuerte dolor de cabeza, Stanley y Theresa  tomaron una cápsula Tylenol del mismo frasco que Adam. Stanley murió ese mismo día y Theresa dos días después. Durante los días siguientes, Mary McFarland de treinta y un años, Paula Prince, de treinta y cinco años, y Mary Reiner, de veintisiete años, murieron de forma similar luego de haber ingerido cápsulas Tylenol. Las tres mujeres eran también de localidades cercanas a las de las víctimas anteriores. Una vez que se pudo encontrar un denominador común entre todas las víctimas, los investigadores examinaron las cápsulas que cada víctima había comprado. Las pruebas revelaron que todas las cápsulas contenían cianuro. Inmediatamente, se alertó a toda la población del área metropolitana de Chicago que evitara comprar cualquier producto de la marca Tylenol.
La policía descartó que el asesino trabajase en la planta de producción Tylenol ya que las muertes habían ocurrido solamente en el área metropolitana de Chicago. Si las cápsulas hubiesen sido adulteradas en la planta, habría habido casos en otros estados. Todo esto llevó a la policía a pensar que el asesino probablemente había comprado los frascos en distintos lugares para luego adulterarlos en su casa. Una vez agregado el cianuro en las cápsulas, el asesino regresó a cada una de las tiendas y volvió a colocar los frascos en los escaparates. Esto era algo relativamente fácil de hacer ya que las cápsulas Tylenol eran y continúan siendo un medicamento de venta sin receta. Además de los frascos encontrados en las casas de las víctimas, días después se encontraron otros frascos adulterados en otras tiendas de Chicago.
Para tratar de tranquilizar a la población, Johnson & Johnson detuvo la producción y publicidad de Tylenol. El 5 de octubre de 1982,  la compañía emitió un decreto para que se retirasen todos los productos Tylenol de las tiendas de todo el país. También se aconsejó a la población que evitara consumir cualquier medicamento que tuviese paracetamol. Johnson & Johnson también ofreció al público cambiar las cápsulas que hubiesen comprado por comprimidos.

## Investigación

### Sospechosos
Durante los primeros días de investigación, un hombre llamado James William Lewis envió una carta a Johnson & Johnson en la que decía ser el responsable de los asesinatos. Lewis prometió no envenenar más cápsulas si recibía 1 millón de dólares. La policía fue capaz de identificar a Lewis por las huellas digitales presentes en el sobre que usó. Sin embargo, cuando se descubrió que Lewis residía en Nueva York, se lo descartó como el posible asesino. Lewis fue finalmente condenado por extorsión. Recibió una condena de 20 años, pero gracias a la libertad condicional solo estuvo 13 años en prisión. El Canal de Boston conocido como WCVB dio a conocer ciertos documentos legales en los que los investigadores del Departamento de Justicia concluyen que Lewis es en realidad responsable de los envenenamientos a pesar de que no se tuviese suficiente evidencia para procesarlo. En enero del 2010 tanto Lewis como su mujer entregaron muestras de ADN y huellas digitales a las autoridades. Lewis declaró "si el FBI juega limpio, no tengo nada de que preocuparme". Al día de hoy, Lewis continúa negando su participación en los envenenamientos.
Otro sospechoso fue Roger Arnold, quien era residente de  Chicago. Arnold fue investigado y posteriormente descartado como sospechoso. De acuerdo a la dicho por Arnold, habría sido el dueño de un bar, Marty Sinclair, quien lo habría acusado falsamente ante la policía. Arnold sufrió una crisis nerviosa como consecuencia de la exposición mediática y en el verano de 1983 disparó y asesinó a John Stanisha, un hombre que no estaba relacionado con los crímenes pero a quien, desafortunadamente, Arnold confundió con Sinclair. 
Otra sospechosa fue Laurie Dann, una mujer que también era oriunda de Chicago. Dann sufría de trastornos mentales y llamó la atención de los investigadores luego de una serie de asesinatos que cometió en mayo de 1988.  Sin embargo, nunca se encontró ninguna prueba en su contra ni tampoco nada que la conectara con las víctimas.

### Investigaciones actuales
En 1982, el Departamento de policía de Chicago publicó una foto tomada a partir de un video de vigilancia en donde se puede ver a Paula Prince (una de las víctimas) comprando Tylenol en una tienda ubicada en el 1601 de North Wells St. En la foto se puede ver a Prince en la caja y, un poco más lejos, a un hombre con barba que parece mirarla fijamente. 
A principios de 1983, el FBI en conjunto con el diario Chicago Tribune publicó un artículo sobre la primera víctima, Mary Kellerman. En el artículo se hacía referencia al lugar donde Kellerman fue enterrada. John E. Douglas, un famoso agente del FBI, dijo que existía una buena probabilidad de que el asesino visitase la tumba de Kellerman si se enteraba de la ubicación. Desafortunadamente, el asesino nunca apareció. 

A principios de enero de 2009, las autoridades de Illinois volvieron a abrir la investigación. Agentes federales revisaron la casa de Lewis (el primer y más sólido sospechoso) en Cambridge, Massachusetts, y recolectaron varios objetos. En Chicago, un portavoz de FBI se negó a dar declaraciones. Sin embargo, aclaró que el FBI probablemente tendría algo para revelar en los días siguientes. Miembros de la policía y del FBI han recibido pistas sobre el caso, en especial en el aniversario de este.   En una declaración escrita, el FBI explicó que:

El hecho de que hayamos reabierto el caso fue, en parte, por el aniversario número 25 de este caso y la publicidad que este trajo aparejado. Además, si se tienen en cuenta los numerosos avances en tecnología forense se entiende que era natural que en algún momento se revisara toda la evidencia del caso. 

El 19 de mayo de 2011, el FBI recolectó muestras de ADN del famoso asesino Ted Kaczynski (apodado como "Unabomber"). A pesar de que Kaczynski negó haber estado involucrado en los crímenes, el FBI consideró que era un sospechoso viable ya que los primeros cuatro crímenes cometidos por Kaczynski fueron en el área de Chicago entre 1978 y 1980. Además, sus padres tenían una casa en un suburbio de Chicago (Lombard, Illinois) donde Ted solía quedarse de vez en cuando.

## Consecuencias

### Imitadores(copycats)
Una vez que este caso alcanzó notoriedad, hubo muchos ataques similares en todo Estados Unidos. Los imitadores usaban Tylenol u otros medicamentos de venta libre.
En 1986 tres personas murieron luego de haber ingerido  cápsulas de gelatina adulteradas. En el estado de Washington, Susan Snow y Bruce Nickell murieron tras haber ingerido cápsulas de la marca Excedrin adulteradas con cianuro. Más tarde se pudo determinar que la esposa de Nickell, Stella, había sido quien había adulterado las cápsulas.
El mismo año, la aspirina Encaprin de Procter & Gamble  fue retirada de las farmacias de Chicago y Detroit luego de una llamada anónima en la que se denunció la presencia de cianuro en las cápsulas. Esto afectó directamente el número de ventas y eventualmente llevó a que se retire la marca de aspirina del mercado.
En 1986, un estudiante de la Universidad de Texas, Kenneth Faries, fue encontrado muerto en su apartamento. Se pudo determinar que Faries había ingerido cápsulas de la marca Anacin envenenadas con cianuro.  A pesar de que un primer momento se catalogó su muerte como un homicidio, más tarde pudo determinarse que había sido un suicidio. Faries era un estudiante de química y habría obtenido el veneno en un laboratorio en el que trabajaba. 

### Respuesta de Johnson & Johnson
Se ha destacado la forma en la que Johnson & Johnson manejó la crisis causada por los asesinatos. Un artículo del The Washington Post destacó que Johnson & Johnson demostró cómo una empresa internacional debe manejar una crisis de tal envergadura. En el artículo también se declaró que  "la respuesta de Johnson muestra la diferencia con el Accidente de Three Mile Island, donde la respuesta de la compañía terminó por causar más daño que el incidente original". Se destacó también la honestidad de Johnson & Johnson para con la población. La compañía trabajó en conjunto con el Departamento de policía de Chicago, el FBI y la Administración de Medicamentos y Alimentos. A pesar de que en los días y semanas posteriores a los asesinatos las acciones de la compañía cayeron un 27%, en menos de año lograron recuperarse, algo que se atribuye a la rápida y efectiva respuesta de Johnson & Johnson. En los meses siguientes a los crímenes, las cápsulas Tylenol volvieron al mercado, esta vez en un envoltorio reforzado. Esto permitió que Tylenol volviese a ser el medicamento de venta libre más vendido en los Estados Unidos.
En 2011, el farmacéutico y una vez empleado de Johnson & Johnson, Scott Bartz, publicó un libro llamado The Tylenol Mafia. De acuerdo con Bartz, la adulteración no habría ocurrido en las farmacias y tiendas como la policía mantuvo durante toda la investigación. Bartz cree que el asesino probablemente actuó durante el proceso de embalaje o durante el proceso de distribución.  Bartz también da motivos por los que Johnson & Johnson habrían ocultado la verdad.

### Cambios en la industria farmacéutica
Los crímenes Tylenol llevaron a diferentes industrias, especialmente a la farmacéutica, a introducir envoltorios seguros, como el cerrado al vacío o hermético, y a mejorar los controles de calidad . Además, se crearon nuevas leyes que prohíben la adulteración de medicamentos y otros productos. Actualmente, la adulteración de cualquier medicamento es considerada un delito federal.
Quizás más importante, los crímenes Tylenol llevaron a la industria farmacéutica a reemplazar las cápsulas por comprimidos.